# Hugo Ventura
Hugo Ventura Ferreira Moura Guedes (Vila Nova de Gaia, 14 gennaio 1988) è un ex calciatore portoghese, di ruolo portiere.

## Carriera
Dal 2003 al 2007 è stato nelle giovanili del Porto. Dalla stagione 2007-2008 è stato promosso in prima squadra, dove ha collezionato 2 presenze.

## Palmarès

### Club

#### Competizioni nazionali
- Campionato portoghese: 1

Porto: 2008-2009
- Coppa di Portogallo: 1

Porto: 2008-2009